# هتل بومانت

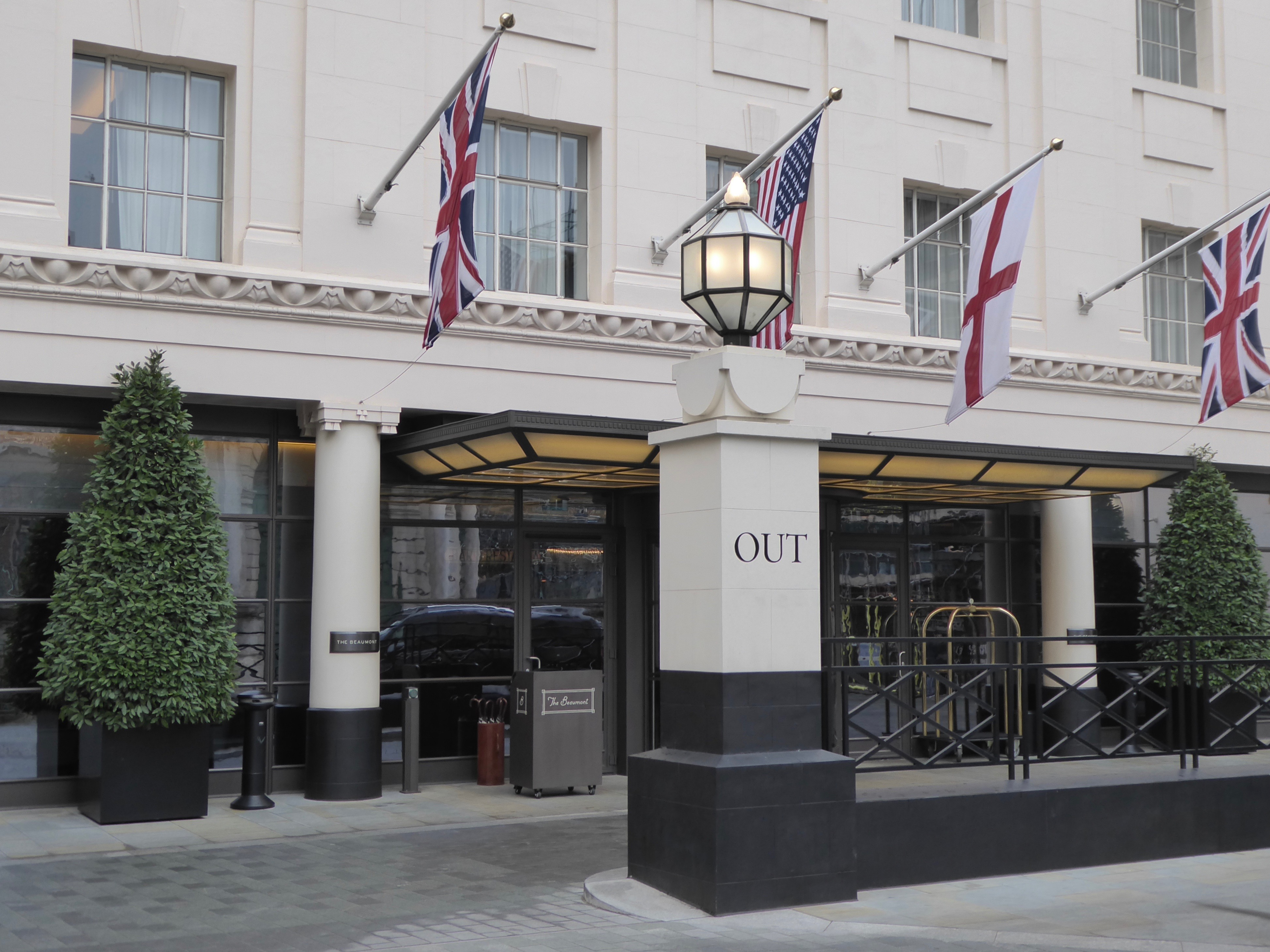
ورودی هتل

هتل بومانت (به انگلیسی: Beaumont Hotel) یک هتل لوکس درجه دوم در محلهٔ مشهور می‌فر در شهر لندن در انگلستان است. آنتونی گورملی اتاق‌های این هتل را طراحی کرده و این موضوع مورد توجه گردشگران است. بومانت یک هتل با خدمات سطح متوسط به بالا است.

## دیراین و اتاق‌ها
این هتل در مجموع ۷۳ اتاق دارد که شامل ۲۳ استودیو و سوئیت هم می‌شود. هتل بومانت در سپتامبر ۲۰۱۴ افتتاح شد. طراحی اتاق‌ها توسط آنتونی گورملی انجام شده‌است.

## تاریخچه
ساختمان هتل بومانت در اوایل به عنوان یک گاراژ مورد استفاده قرار می‌گرفت و در حال حاضر از هتل‌های با اهمیت تاریخی شهر لندن است.